# 데니스 울라노프
데니스 알렉산드로비치 울라노프(러시아어: Дени́с Алекса́ндрович Ула́нов, 1993년 10월 28일~)는 카자흐스탄의 역도 선수이다. 2016년 하계 올림픽 남자 라이트헤비급 동메달을 획득했고 아시아 선수권 대회에서 금메달 1개, 동메달 1개를 획득했다.